# Panthera pardus kotiya

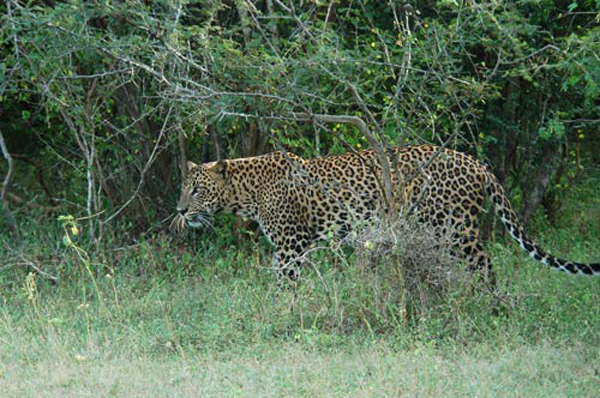
Lleopard de Sri Lanka

 Panthera pardus kotiya és una subespècie del lleopard (Panthera pardus).

## Descripció
- El seu pelatge és groc vermellós o oxidat i estampat amb taques fosques.
- Les femelles pesen, de mitjana, 29 kg i els mascles 56, tot i que n'hi ha exemplars que arriben als 77.[2][3]

## Reproducció
Té lloc durant l'estació seca (des del maig fins al juliol) i la ventrada és de dos cadells.

## Alimentació
Acostuma a aguaitar i emboscar les seves preses. És un caçador oportunista que té una àmplia varietat de preses, incloent-hi búfals adults. Al Parc Nacional Yala, els cérvols tacats semblen constituir la major part de la seva dieta.

## Distribució geogràfica
Es troba a Sri Lanka ocupant una superfície de, si fa no fa, 11.000 km² (menys del 15% del territori total de l'illa).

## Costums
- És arborícola, nocturn i, generalment, solitari (llevat de les femelles i llurs cadells).[3]
- Ambdós sexes ocupen territoris, tot i que els dels mascles acostumen a superposar-se sobre els de diverses femelles.[8]

## Estat de conservació
És molt apreciat pel seu pelatge i, recentment, s'ha produït un augment del nombre de pells confiscades per les autoritats de Sri Lanka. A més, els seus ossos també han començat a reemplaçar els del tigre en la medicina tradicional, la qual cosa ha comportat un augment de la demanda d'aquesta subespècie. Tot i que és un animal molt adaptable, la destrucció del seu hàbitat natural és una amenaça addicional pels molts anys de guerra civil a Sri Lanka (entre els Tigres d'Alliberament de Tamil Eelam i el govern estatal) i que van afectar-ne els programes de conservació. Hom pensa que, avui dia, només en queden 800 exemplars a tot el país.